# Zsófia holland királyné
Zsófia holland királyné, született Zsófia württembergi királyi hercegnő (németül: Prinzessin Sophie von Württemberg, hollandul: Koningin Sophie van Nederland, teljes nevén Sophie Friederike Mathilde; Stuttgart, 1818. június 17. – Hága, 1877. június 3.) württembergi királyi hercegnő, házassága révén Hollandia királynéja és Luxemburg nagyhercegnéje.

## Származása és gyermekkora
Zsófia hercegnő 1818-ban született I. Vilmos württembergi király és Jekatyerina Pavlovna orosz nagyhercegnő második leányaként. Nem sokkal világra jötte után, 1819-ben elhunyt édesanyja, így Zsófia hercegnő és nővére, Mária hercegnő apai nagynénjük, Katalin vesztfáliai királyné felügyeletére lettek bízva.
A fiatal Zsófia hercegnőnek több férjet is szántak, például I. Ottó görög királyt és I. Vilmos braunschweigi herceget. Az Ottó királlyal kötendő házassági tervet Vilmos király politikája hiúsította meg, míg I. Vilmos uralkodó herceget Zsófia hercegnő heves tiltakozása vette rá arra, hogy végül ne kérje meg a kezét.

## Házassága és gyermekei
Zsófia hercegnőt végül édesapja ígérte oda Vilmos holland trónörökösnek, Oránia hercegének. Zsófia és Vilmos herceg 1838-ban találkoztak először, mikor eljegyzésüket már bejelentették. A trónörökös nyomban beleszeretett menyasszonyába, ám Zsófia hercegnő ellenkezni próbált édesapja akaratával. Szintén ellenezte a frigyet Anna Pavlovna holland királyné, született orosz nagyhercegnő. Annak ellenére, hogy Anna Pavlovna Zsófia hercegnő anyai nagynénje volt, a királyné nem szívelte unokahúgát, és ezenfelül ortodox vallású révén nem fogadta el az unokatestvérek közötti házasságot.
Minden ellenvetés ellenére Zsófia hercegnő és Vilmos trónörökös 1839. június 18-án egybekeltek Stuttgartban. A házaspárnak három gyermeke született:
- Vilmos Miklós herceg (1840–1879), Oránia hercege
- Móric Vilmos herceg (1843–1850), gyermekként elhalálozott
- Sándor Vilmos herceg (1851–1884), Oránia hercege.

## Holland királynéként
Zsófia hercegnő 1849. március 7-én lett Hollandia királynéja. Kapcsolata férjével hamar tönkrement, Zsófia hercegnő III. Vilmost nem tartotta alkalmasnak az uralkodásra, és emellett férjét hibáztatta második fiuk haláláért, mivel a király nem hivatott orvost az agyhártyagyulladásos gyermekhez. A királyi udvarban töltött időt szenvedésként fogta fel, melyhez jelentősen hozzájárult kölcsönös ellenszenve Anna anyakirálynéval. A királyné megpróbált elválni férjétől, kérelmét azonban államérdekből elutasították. Mindazonáltal 1855-től kezdve családja közbenjárása lehetővé tette számára, hogy külön éljen III. Vilmostól, a Noordeinde palotában rendezve be saját udvartartását.
Noha amilyen gyakran csak tudott, Zsófia királyné Stuttgartba menekült Hollandiából. Hathatósan támogatta a művészeteket. Több művészeti szalonban megfordult, pártfogója volt többek között Andreas Schelfhoutnak is. Többször adományozott nagyobb összegeket közparkok kialakítása és felújítása, illetve az állatokkal szembeni kegyetlenség megelőzése céljából.
Levelezést folytatott több európai tudóssal, miközben ő maga is írt cikkeket, amelyek a nagy tekintélyű Revue des Deux Mondes című lapban jelentek meg. Lady Malettel váltott leveleit Hella Haasse válogatta és szerkesztette össze, majd 1984-ben Een vreemdelinge in Den Haag címen könyvben is megjelentette. Maga a királyné is megírta emlékiratait, melyekben főként ifjúkoráról és eszméiről mesél. Noha memoárjait eredetileg levelezőpartnerének és bizalmas barátjának, Lord Clarendonnak ajánlotta, az iratokat szintén 1984-ben adták ki Jeugdherinneringen in Biedermeierstijl címen.
Zsófia királyné 1877. június 3-án szenderült jobblétre a hágai Huis ten Bosch palotában. A delfti Új Templomban temették el. Férje másodszor is megnősült, Emma waldeck–pyrmonti hercegnőt vette el.